# هوارد أرمان
هوارد أرمان (بالإنجليزية: Howard Arman)‏ هو موزع بريطاني، ولد في 30 أبريل 1954 في لندن الكبرى في المملكة المتحدة.

## وصلات خارجية
- هوارد أرمان على موقع IMDb (الإنجليزية)
- هوارد أرمان على موقع ميوزك برينز (الإنجليزية)
- هوارد أرمان على موقع ديسكوغز (الإنجليزية)